# Register (Kunst)
Als Register (auch: Reihe) wird in der bildenden Kunst eine horizontale Ebene eines Kunstwerks bezeichnet, die dekorative oder narrative Elemente enthält.
Durch die Anordnung in verschiedene Register, kann ein Kunstwerk aufgrund logischer Überlegungen inhaltlich unterteilt werden.
Der Begriff wird üblicherweise nur verwendet, wenn ein Kunstwerk in mehreren Registern organisiert ist.
Folglich wird beispielsweise bei einem Flügelaltar, der Figuren in zwei horizontalen Ebenen zeigt, auch von zwei Registern gesprochen, während bei einem Reihenaltar, also einem Altaraufsatz mit nur einer horizontalen Ebene, der Begriff Register für die horizontale Ebene nicht genutzt wird.

## Beispiele

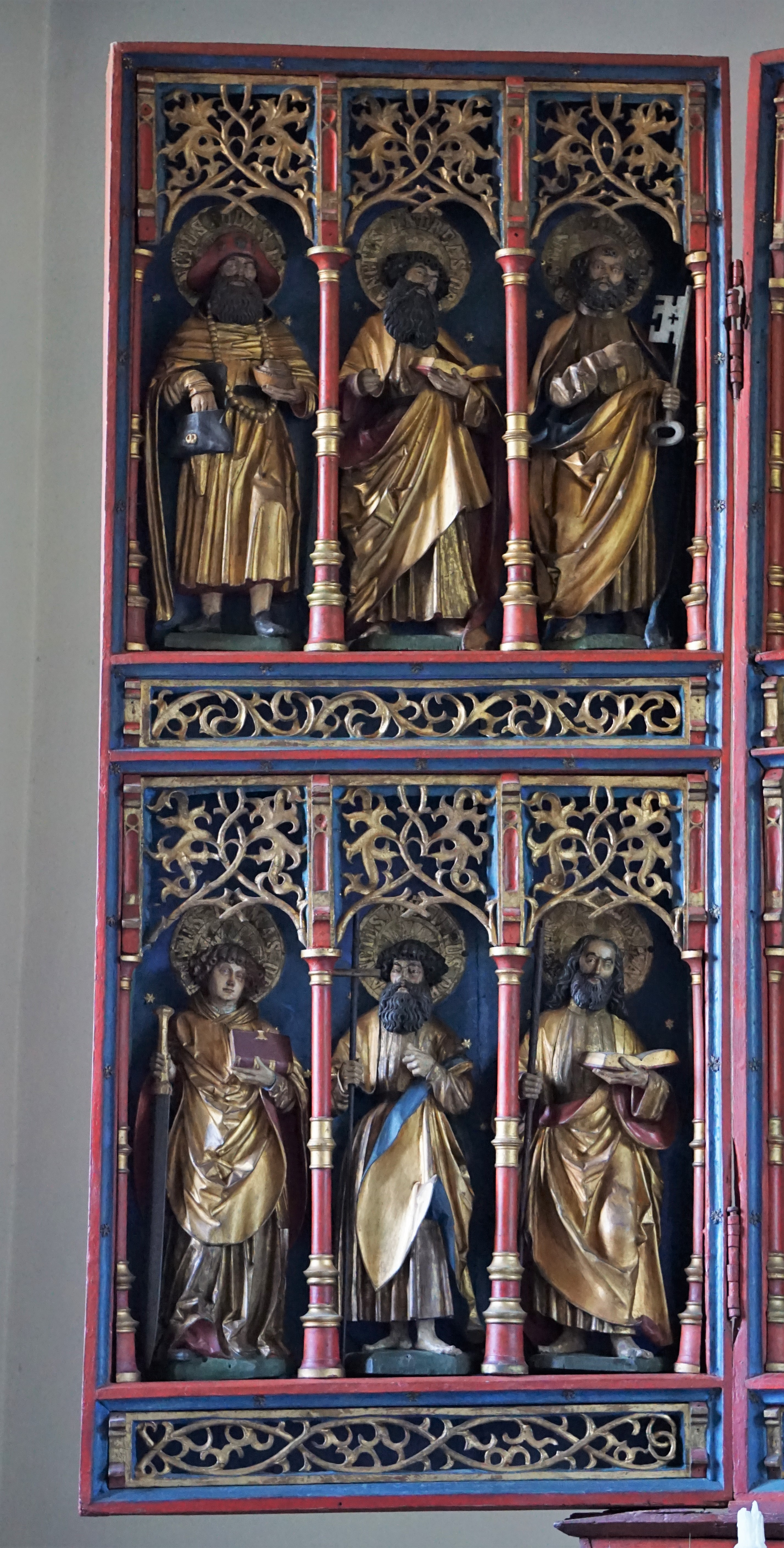
Linker Seitenflügel des Wichmannsburger Retabels mit zwei Registern
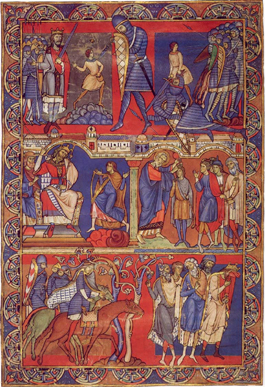
Szenen aus dem Leben des David in drei Registern
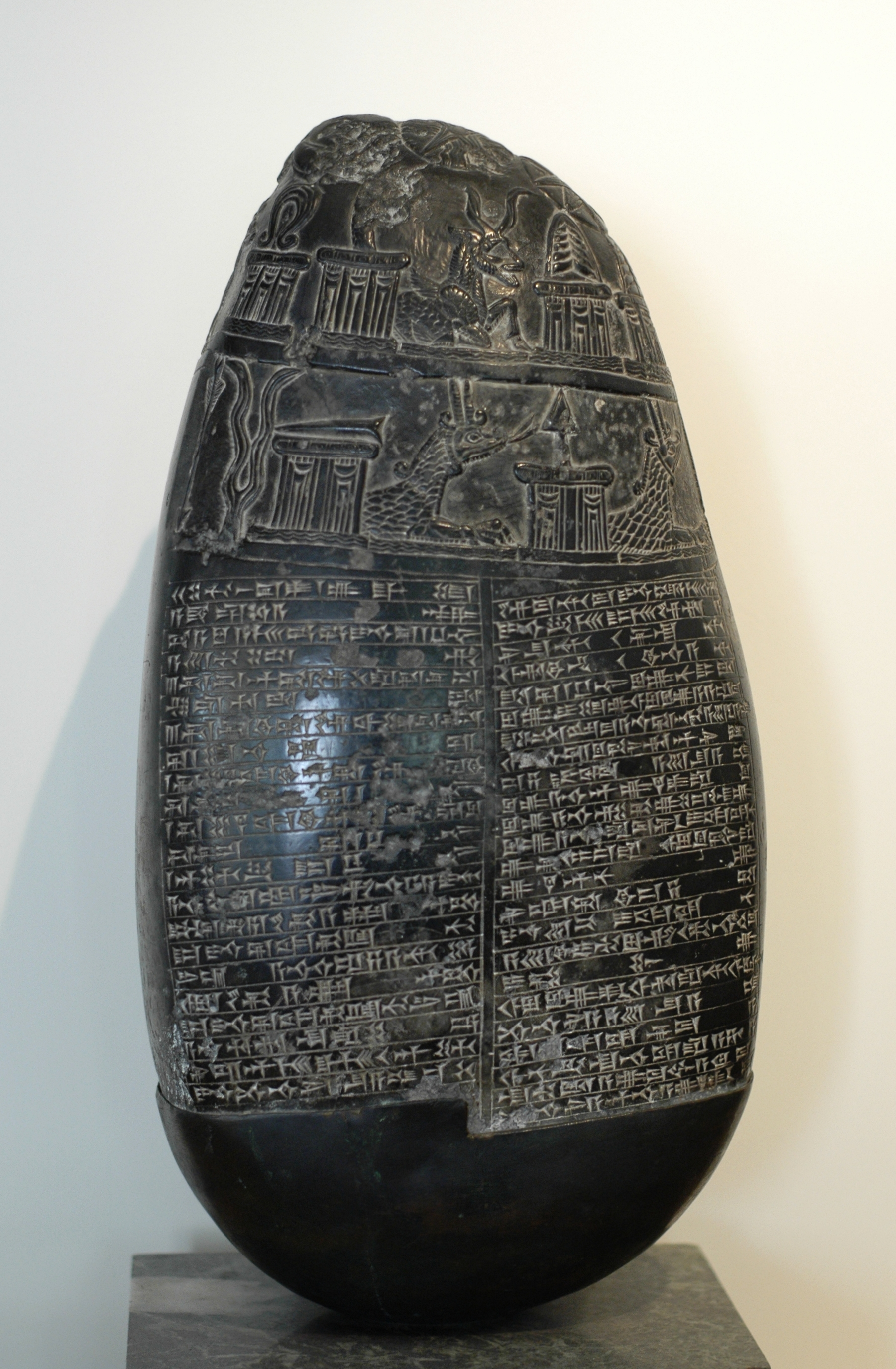
Babylonischer Kudurru mit zwei Registern im oberen Bereich
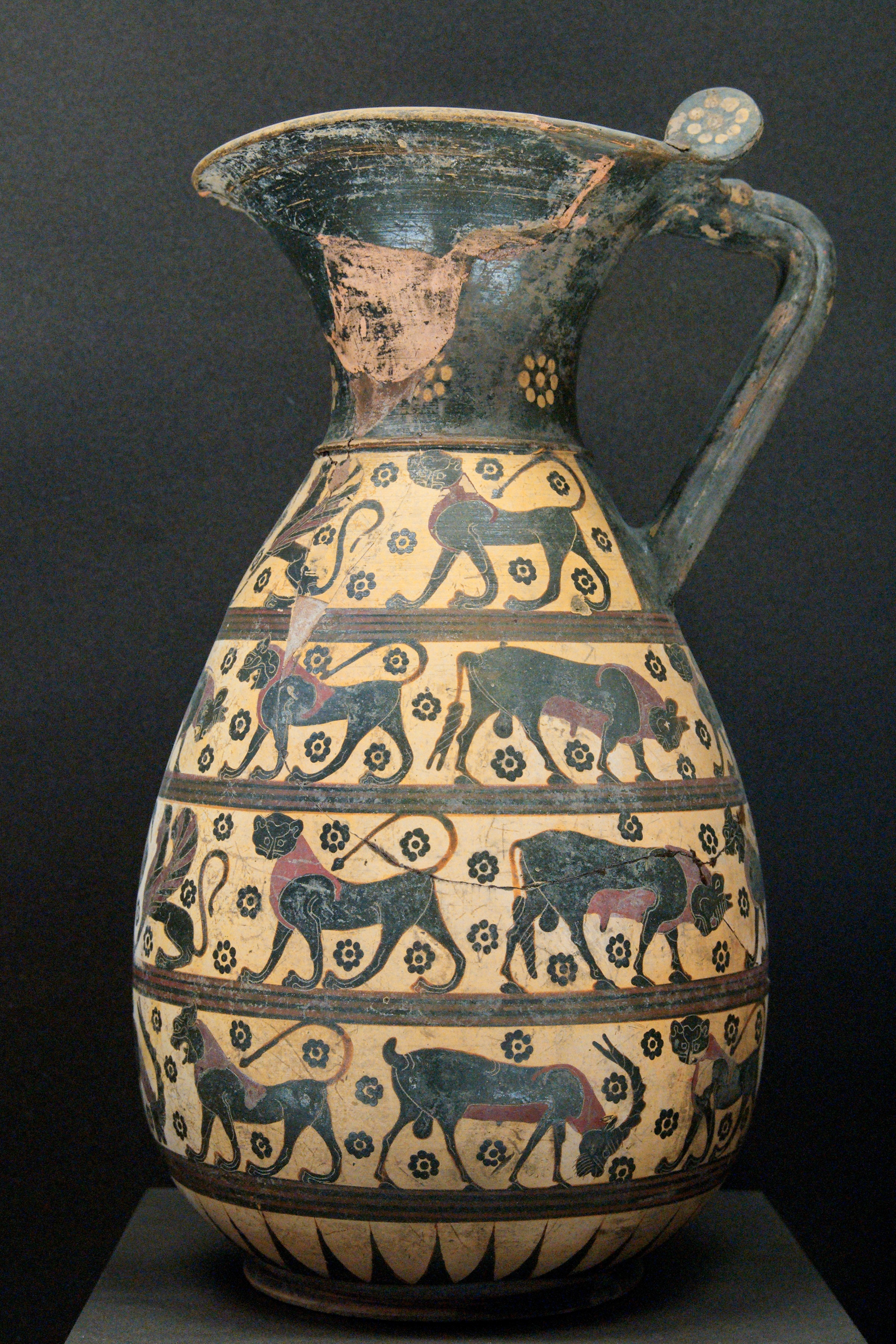
Orientalisierende Olpe mit vier Registern